# Borovi
A borovi vagy borovi fenyő tűlevelű faanyag, az erdeifenyő (Pinus sylvestris) sokoldalúan használható, tartós anyaga.

## Az élő fa
Északi jellegű eurázsiai flóraelem. Hegyvidéki, északon síksági faj. A legváltozatosabb éghajlati viszonyok közt megél, pionír faj. Fényigényes, gyorsan nő. 
25-35 m magas, ágdús, laza göcsű fa. Kérge fiatalon rókavörös, pikkelyesen hámló; idősebb korban rozsdavörös, repedezett. A szabadon álló fák gyakran csavarodottak, görbék.

## A faanyag
Szíjácsa széles, sárgás vagy halvány vöröses, gesztje vörösesbarna, az átmérőnek kb. kétharmadát teszi ki. A puha, könnyű anyagban sok nagyméretű gyantajárat van. A tavaszi és az őszi pászta élesen elkülönül, az évgyűrűk gyakran hullámosak.

## Felhasználása
SzárításA fát télen kell dönteni, gyorsan kérgelni és máglyázni, mert kékülésre hajlamos. Gyorsan, jól szárítható, de közben vetemedhet, gyűrűs és bélrepedések keletkezhetnek benne. A lucfenyőnél kevésbé vetemedik.
MegmunkálásMinden forgácsoló szerszámmal könnyen megmunkálható, de rosszul faragható. A gyantatáskák a faanyag minőségét rontják. Fűrészpora izgató hatású.
RögzítésJól szegelhető, csavarozható. Jól ragasztható.
FelületkezelésSzálirányban szépen csiszolható. Felületkezelés előtt gyantamentesíteni kell. Fény hatására lassan besötétedik, ez megfelelő kezeléssel lassítható. Pácoláskor foltosodhat.
TartósságIdőjárásálló. Élettartama szabadban kb. 60 év, vízben kb. 500 év, állandóan szárazon kb. 1000 év.
Sokoldalú faanyag. A magasépítésben, a föld- és vízépítésben, a bútorgyártásban, hajóépítésben, bányafának, vasúti talpfának, vezetékoszlopnak használják. Gyantatartalmának eltávolítása után papírgyártásra alkalmas. Gyökértuskójából kolofónium, a gyantás fából terpentin, fenyőszurok, fenyőkorom nyerhető.